# ATP Pörtschach 2007 - Qualificazioni singolare
Le qualificazioni del singolare  dell'ATP Pörtschach 2007 sono state un torneo di tennis preliminare per accedere alla fase finale della manifestazione. I vincitori dell'ultimo turno sono entrati di diritto nel tabellone principale. In caso di ritiro di uno o più giocatori aventi diritto a questi sono subentrati i lucky loser, ossia i giocatori che hanno perso nell'ultimo turno ma che avevano una classifica più alta rispetto agli altri partecipanti che avevano comunque perso nel turno finale.
Le qualificazioni del torneo ATP Pörtschach 2007 prevedevano 16 partecipanti di cui 4 sono entrati nel tabellone principale.

## Teste di serie
1. Potito Starace (Qualificato)
2. Ernests Gulbis (ultimo turno)
3. Andreas Seppi (ultimo turno)
4. Carlos Berlocq (Qualificato)

1. Mathieu Montcourt (Qualificato)
2. Farruch Dustov (primo turno)
3. Tomáš Cakl (ultimo turno)
4. Oleksandr Dolgopolov (Qualificato)

## Qualificati
1. Potito Starace
2. Mathieu Montcourt

1. Oleksandr Dolgopolov
2. Carlos Berlocq

## Tabellone

### Legenda
| - Q = Qualificato - WC = Wild card - LL = Lucky loser | - ALT = Alternate - SE = Special Exempt - PR = Protected Ranking | - w/o = Walkover - r = Ritirato - d = Squalificato |

### Sezione 1
|  | Primo turno | Primo turno        | Primo turno        | Primo turno | Primo turno |  |  | Ultimo turno | Ultimo turno   | Ultimo turno | Ultimo turno | Ultimo turno |  |
|  |             |                    |                    |             |             |  |  |              |                |              |              |              |  |
|  | 1           | Potito Starace     | Potito Starace     | 6           | 6           |  |  |              |                |              |              |              |  |
|  |             | Juan Antonio Marín | Juan Antonio Marín | 2           | 4           |  |  | 1            | Potito Starace | 6            | 4            | 6            |  |
|  |             | Marko Tkalec       | Marko Tkalec       | 7           | 6           |  |  |              | Marko Tkalec   | 4            | 6            | 4            |  |
|  | 6           | Farruch Dustov     | Farruch Dustov     | 68          | 4           |  |  |              |                |              |              |              |  |

### Sezione 2
|  | Primo turno | Primo turno       | Primo turno    | Primo turno | Primo turno |  |  | Ultimo turno | Ultimo turno      | Ultimo turno      | Ultimo turno | Ultimo turno |  |
|  |             |                   |                |             |             |  |  |              |                   |                   |              |              |  |
|  | 2           | Ernests Gulbis    | Ernests Gulbis | 7           | 6           |  |  |              |                   |                   |              |              |  |
|  |             | Philipp Oswald    | Philipp Oswald | 5           | 3           |  |  | 2            | Ernests Gulbis    | Ernests Gulbis    | 3            | 3            |  |
|  | 5           | Mathieu Montcourt | 3              | 6           | 6           |  |  | 5            | Mathieu Montcourt | Mathieu Montcourt | 6            | 6            |  |
|  |             | Martin Fischer    | 6              | 1           | 4           |  |  |              |                   |                   |              |              |  |

### Sezione 3
|  | Primo turno | Primo turno          | Primo turno          | Primo turno | Primo turno |  |  | Ultimo turno | Ultimo turno         | Ultimo turno | Ultimo turno | Ultimo turno |  |
|  |             |                      |                      |             |             |  |  |              |                      |              |              |              |  |
|  | 3           | Andreas Seppi        | Andreas Seppi        | 6           | 6           |  |  |              |                      |              |              |              |  |
|  |             | Nicolas Reissig      | Nicolas Reissig      | 2           | 2           |  |  | 3            | Andreas Seppi        | 2            | 6            | 2            |  |
|  | 8           | Oleksandr Dolgopolov | Oleksandr Dolgopolov | 6           | 6           |  |  | 8            | Oleksandr Dolgopolov | 6            | 3            | 6            |  |
|  |             | Pascal Benz          | Pascal Benz          | 2           | 3           |  |  |              |                      |              |              |              |  |

### Sezione 4
|  | Primo turno | Primo turno      | Primo turno | Primo turno | Primo turno |  |  | Ultimo turno | Ultimo turno   | Ultimo turno | Ultimo turno | Ultimo turno |  |
|  |             |                  |             |             |             |  |  |              |                |              |              |              |  |
|  | 4           | Carlos Berlocq   | 68          | 7           | 6           |  |  |              |                |              |              |              |  |
|  |             | Pavol Cervenak   | 7           | 5           | 3           |  |  | 4            | Carlos Berlocq | 3            | 6            | 6            |  |
|  | 7           | Tomáš Cakl       | 6           | 4           | 7           |  |  | 7            | Tomáš Cakl     | 6            | 1            | 4            |  |
|  |             | Rainer Eitzinger | 3           | 6           | 5           |  |  |              |                |              |              |              |  |